# Isabel Ríos
Isabel Ríos Lazcano (Curtis, 12 de julio de 1907-Madrid, 17 de junio de 1997) fue una sindicalista y guerrillera española durante la dictadura de Franco.

## Trayectoria

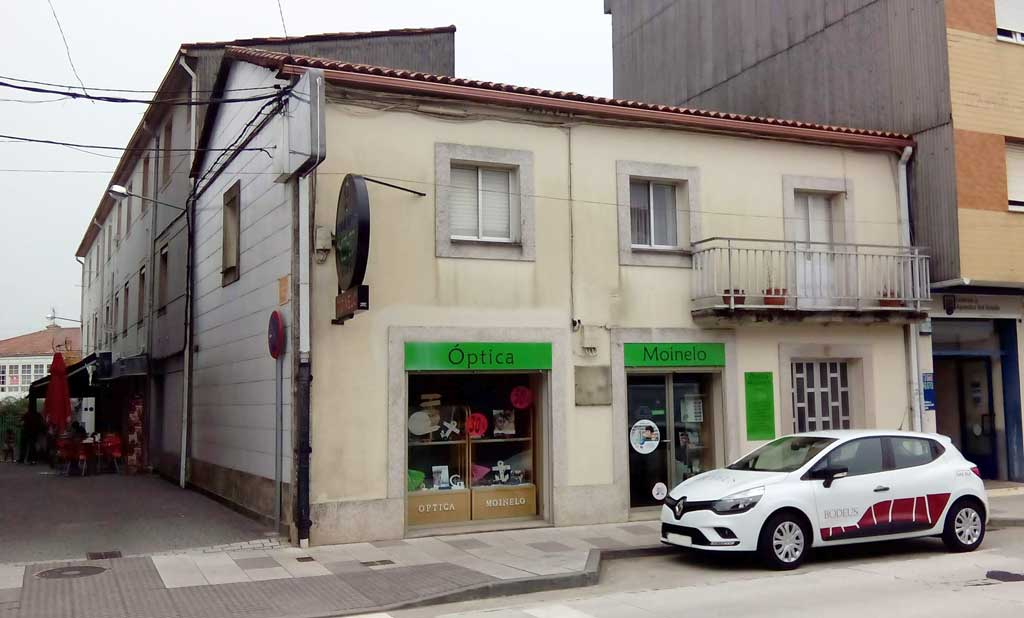
Casa de Manuel Calvelo y Isabel Ríos en Curtis.

Nació en Curtis, provincia de La Coruña.  Comenzó sus estudios primarios con una maestra del pueblo de Pedrouzos. Hizo varios intentos para presentarse al examen de Perito Mercantil, hasta que se presentó a una oposición de Hacienda, en las que consiguió una plaza en la Subdelegación de Gijón.
Antes de partir hacia su destino laboral conoció a Manuel Calvelo López, que veraneaba en Curtis, con quien se casó el 7 de julio de 1929. Se dirigieron a Los Llanos de Aridane (en la isla de La Palma) donde Calvelo ejerció su profesión de médico.
En 1932 la pareja se mudó a Curtis para tener su primer hijo; ese mismo año se mudaron a Madrid ya que querían ir a Alemania para que él hiciera su doctorado. Con la llegada de Hitler al poder decidieron quedarse en Madrid, donde Manuel trabajó como profesor ayudante en la Cátedra de Patología del profesor Roberto Nóvoa Santos.
En 1934 Ríos se afilió al Partido Comunista de España (PCE) y, aprovechando un viaje a Curtis, organizó allí la primera célula comunista. Se trasladó a Lugo, a donde acudía todos los días desde Curtis. Durante la campaña electoral de 1936 fue encomendada por el PCE para acompañar a Dolores Ibárruri en un mitin en el Teatro Rosalía de Castro. En su célula llegó a tener 60 afiliados. Durante su mandato organizó el Sindicato de Oficios Varios. Tanto el partido como el sindicato albergaron un local conjunto donde realizaban sus actividades.
Tras el golpe de Estado del 18 de julio de 1936, fue detenida junto a su marido el 5 de agosto y trasladada a Curtis. Al día siguiente los llevaron a la cárcel de Santiago de Compostela. El 19 de diciembre se celebró el Consejo de guerra que condenó al matrimonio a la pena de muerte. La ejecución de la sentencia estaba prevista para el día 24, pero las autoridades la aplazaron hasta el 31 de diciembre. El día 30 le informaron que su pena sería conmutada por cadena perpetua, mientras que Manuel Calvelo fue fusilado ese mismo día.
Isabel pasó siete años en las cárceles de Santiago de Compostela, en la Prisión Central de Saturrarán, donde realizó tareas administrativas, y Betanzos. Salió en libertad condicional en 1943.
En 1946 se trasladó a vivir a La Coruña. El acoso policial fue incesante y decidió marcharse a Buenos Aires, donde tenía familia, para dejar a los niños a su cuidado y regresar a Galicia para unirse a la guerrilla. El 18 de julio se embarcó con sus hijos hacia Río de la Plata. Reinició su militancia comunista en el seno de la emigración. Se incorporó a la Federación de Sociedades Gallegas, donde participó en la comisión de mujeres y en la comisión de cultura.
A principios de los años 60 con los cambios producidos en China, Isabel y un grupo de comunistas comenzaron a tener diferencias ideológicas con el PCE y finalmente fue expulsada junto con otros militantes por "faccionistas". En 1966 debido al golpe militar de Juan Carlos Onganía, su hijo Roberto Calvelo se mudó a Chile y ella lo siguió. Roberto había sido contratado por el Ministerio de Educación de Chile y en 1971 se convirtió en consultor de la FAO. En 1973 el golpe de Pinochet la llevó nuevamente al exilio, trasladándose a Perú. En 1975 su hijo Manuel la invitó a pasar unas vacaciones en España; al poco de llegar logró reincorporarse a su trabajo en el Ministerio de Hacienda y se instaló en Madrid.
Narró sus actividades de militante comunista en su libro Testimonio de la guerra civil publicado en 1986.
Isabel Ríos falleció en Madrid el 17 de junio de 1997.

## Obra
- Testimonio de la Guerra Civil (1998). Sada: Ediciones do Castro. ISBN 84-7492-294-1